# 臺中市私立嶺東高級中學
臺中市私立嶺東高級中學（英語：Ling Tung High School；縮寫：LTHS），簡稱嶺東高中或嶺東中學，位於臺灣臺中市南屯區大肚台地南麓，鄰近嶺東科技大學、臺中工業區、臺中市精密機械科技創新園區、高鐵臺中站以及成功嶺，擁有高中、高職、國中、進修部等四種學制。

## 歷史
- 1971年成立「臺中市私立嶺東高級工商職業學校」，簡稱嶺東工商。
- 1977年增設進修補習學校。
- 1998年成立普通科。
- 2000年核准改制為「臺中市私立嶺東高級中學」，同時並成立國中部。
- 2016年8月1日進修學校改為進修部。
- 2020年，更換國高中校服款式。

## 歷任校長
| 任別 | 任期                    | 姓名   |
| ---- | ----------------------- | ------ |
| 1    | 1971.8.1 － 1985.7.31   | 黎明   |
| 2    | 1985.8.1 － 1987.1.31   | 陳武義 |
| 3    | 1987.2.1 － 1987.7.31   | 駱鑑鋒 |
| 4    | 1987.8.1 － 1989.12.23  | 蔡國強 |
| 5    | 1989.12.24 － 2015.7.31 | 王學財 |
| 6    | 2015.8.1 － 2019.7.31   | 陳泓全 |
| 7    | 2019.8.1 － 2021.7.31   | 楊寶琴 |
| 8    | 2021.8.1 － 現任        | 周錦貞 |

## 外部連結
- 嶺東高中網址 （页面存档备份，存于）